# Tamás Cseri
Tamás Cseri (ur. 15 stycznia 1988 w Győrze) – węgierski piłkarz występujący na pozycji pomocnika w węgierskim klubie Mezőkövesd oraz w reprezentacji Węgier. Wychowanek Ferencváros, w trakcie swojej kariery grał także w takich zespołach jak Mosonmagyaróvári TE, Győr, Pécsi, BKV Előre, Gyirmót oraz Kisvárda.